# Todas las mujeres
Todas las mujeres és una pel·lícula espanyola del 2013 dirigida per Mariano Barroso en la qual es forma el retrat d'un home a través de la mirada de sis dones. Es basa en la sèrie Todas las mujeres que el 2010 va dirigir el mateix Barroso pel canal TNT.

## Sinopsi
Nacho, un "canalla manipulador i encantador que utilitza les dones que passen per la seva vida" segons l'actor protagonista, és un veterinari especialista en inseminació de ramaderia bovina, que es fica en un embolic per culpa de la seva amant, la jove becària Ona i s'enfronta a les dones que han significat alguna cosa en la seva vida. Davant ell apareixen la seva amant, la seva mare Amparo, la seva psicòloga Andrea, la seva companya Laura, la seva expromesa Marga i la seva cunyada Carmen. Amb totes elles té comptes pendents i a totes elles s'ha d'enfrontar per a resoldre-les.
Com el defineix el propi Barroso, "és el retrat de la decadència d'una mena d'home que a Espanya està donant els últims espertenecs, un masclisme que té molt a veure amb la incapacitat de l'home de dir la veritat i amb donar-li la culpa als altres".

## Repartiment
- Eduard Fernández... Nacho
- Lucía Quintana... Laura
- Michelle Jenner... Ona
- María Morales... Marga
- Petra Martínez... Amparo
- Marta Larralde... Carmen
- Nathalie Poza... Andrea

## Premis
XXVIII Premis Goya
| Any  | Categoria                | Persona                             | Resultat  |
| ---- | ------------------------ | ----------------------------------- | --------- |
| 2014 | Millor guió adaptat      | Alejandro Hernández Mariano Barroso | Guanyador |
| 2014 | Millor actor             | Eduard Fernández                    | Nominat   |
| 2014 | Millor actriu revelació  | María Morales                       | Nominat   |
| 2014 | Millor actriu secundària | Nathalie Poza                       | Nominat   |

Premis Días de Cine
| Any  | Categoria                   | Persona           | Resultat  |
| ---- | --------------------------- | ----------------- | --------- |
| 2014 | Millor pel·lícula espanyola | Todas las mujeres | Guanyador |
| 2014 | Millor actor espanyol       | Eduard Fernández  | Guanyador |

Medalles del Cercle d'Escriptors Cinematogràfics
| Any  | Categoria                | Persona/Pel·lícula                           | Resultat  |
| ---- | ------------------------ | -------------------------------------------- | --------- |
| 2014 | Millor actriu secundària | Petra Martínez Nathalie Poza Michelle Jenner | Nominades |
| 2014 | Millor guió adaptat      | Alejandro Hernández Mariano Barroso          | Nominats  |

Premis Feroz
| Any  | Categoria                | Persona/Pel·lícula | Resultat |
| ---- | ------------------------ | ------------------ | -------- |
| 2014 | Millor comèdia           | Todas las mujeres  | Nominada |
| 2014 | Millor actriu secundària | Pedra Martínez     | Nominada |
| 2014 | Millor actor             | Eduard Fernandez   | Nominat  |

Premis Cinematogràfics José María Forqué
| Any  | Categoria    | Persona/Pel·lícula | Resultat  |
| ---- | ------------ | ------------------ | --------- |
| 2014 | Millor actor | Eduard Fernández   | Guanyador |

Premis Sant Jordi de Cinematografia
| Any  | Categoria          | Persona/Pel·lícula | Resultat   |
| ---- | ------------------ | ------------------ | ---------- |
| 2014 | Rosa de Sant Jordi | Todas las mujeres  | Guanyadora |